# Ortiporio
Ortiporio (en cors Ortiporiu) és un municipi francès, situat a la regió de Còrsega, al departament d'Alta Còrsega. L'any 1999 tenia 113 habitants.

## Demografia
| 1962 | 1968 | 1975 | 1982 | 1990 | 1999 |
| ---- | ---- | ---- | ---- | ---- | ---- |
| 141  | 167  | 119  | 100  | 104  | 103  |

## Administració
| Període   | Identitat       | Partit | Qualitat |  |
| --------- | --------------- | ------ | -------- |  |
| 2001-2008 | Marc Raffaelli  |        |          |  |
| 2008      | Sabrina Lunardi |        |          |  |